# Agrias nigricirculata
Agrias nigricirculata är en fjärilsart som beskrevs av Peter William Michael 1928. Agrias nigricirculata ingår i släktet Agrias och familjen praktfjärilar. Inga underarter finns listade i Catalogue of Life.